# 인천초은고등학교
인천초은고등학교(仁川초은高等學校)는 대한민국 인천광역시 서구 청라동에 있는 공립 고등학교이다.

## 학교 연혁
- 2010년 11월 8일 : 고등학교 설립 인가(인천광역시교육감)
- 2011년 3월 1일 : 제1대 장순봉 교장 취임
- 2011년 3월 2일 : 개교 및 제1회 입학식(187명)
- 2011년 8월 30일 : 도서관 구축
- 2012년 3월 1일 : 선진형 교과교실제 지정 운영(교육과정 자율학교 지정)
- 2020년 3월 1일 : 고교학점제 연구학교 선정(~2022)
- 2020년 3월 1일 : 발명교육 선도학교, AI교육 선도학교 운영
- 2023년 3월 1일 : 제5대 최영선 교장 취임
- 2024년 1월 6일 : 제12회 졸업식(졸업생 308명) 총 졸업생 3,253명
- 2024년 3월 4일 : 제14회 입학식(10학급 301명)

## 참고 자료
- 인천초은고등학교 - 한국교육학술정보원 학교알리미